# Інвестиційна стратегія
У фінансах інвестиційна стратегія — це набір правил, поведінкових моделей або процедур, призначених для керування вибором інвестиційного портфеля інвестором. Люди мають різні цілі отримання прибутку, і їхні індивідуальні навички роблять різні тактики та стратегії більш відповідними для кожного окремого випадку. Деякі рішення включають компроміс між ризиком і доходністю. Більшість інвесторів знаходяться десь посередині, приймаючи певний рівень ризику заради очікуваних вищих доходів.
У сфері економіки це рішення керується пошуком інвестиційної стратегії, яка має найвищу корисність. Інвестори часто обирають інвестиції, щоб захистити себе від інфляції. У періоди високої інфляції такі інструменти, як акції, зазвичай демонструють слабші результати у реальному вираженні.
Часовий горизонт інвестицій також впливає на стратегію, яку варто обрати. Наприклад, інвестиції в акції варто розглядати лише з мінімальним часовим горизонтом у 5 років. У фінансах рекомендується мати запас у розмірі від 6 до 12 місяців витрат на випадок непередбачуваних ситуацій у рахунку з миттєвим доступом до коштів. Лише після цього можна вкладати гроші в більш ризиковані інструменти, ніж рахунки з миттєвим доступом. Також не рекомендується вкладати більше ніж 90% ваших коштів у інвестиції без миттєвого доступу. Непередбачені витрати можуть виникнути будь-коли.
Для тих, хто не має постійного доходу, його можна створити за допомогою інвестиційних фондів з доходом від акцій.[джерело?]

## Стратегії
- Відсутність стратегії: Інвесторів, які не мають стратегії, називають вівцями.[3] Випадковий вибір інвестицій, що моделюється як «кидання дротиків із зав'язаними очима» (натяк на часи, коли ціни на акції публікувалися щоденно в газетах), отримав назву «Сліпі мавпи кидають дротики». Цей знаменитий тест мав суперечливі результати.[4]

- Активні vs пасивні стратегії: Пасивні стратегії, як купівля та утримання і пасивне індексування, часто використовуються для мінімізації транзакційних витрат. Прихильники пасивного інвестування вважають, що неможливо передбачити ринок і вчасно увійти або вийти. Активні стратегії, наприклад, торгівля за імпульсом (momentum trading), мають на меті перевершити базові індекси. Активні інвестори вважають, що мають навички, кращі за середні.

- Торгівля за імпульсом (Momentum Trading): Одна зі стратегій передбачає вибір інвестицій на основі їхньої нещодавньої продуктивності. Акції, які показали вищу дохідність за останні 3–12 місяців, мають тенденцію зберігати кращу продуктивність протягом наступних кількох місяців порівняно з акціями, які показали нижчі результати.[5] Є докази як на користь, так і проти[6][7][8] цієї стратегії.

- Купівля та утримання: Ця стратегія передбачає купівлю акцій компаній або фондів і утримання їх протягом тривалого часу. Вона базується на ідеї, що в довгостроковій перспективі фондові ринки забезпечують хороший рівень доходності, незважаючи на періоди волатильності чи спаду. Ця точка зору також припускає, що ринкове таймування (купівля на мінімумі й продаж на максимумі) не працює для дрібних інвесторів, тому краще просто купувати й утримувати активи.

- Стратегія «довго-коротко»: Полягає у виборі набору акцій і ранжуванні їх за комбінованим альфа-фактором. Відповідно до рейтингу інвестор купує акції з найвищим відсотком рейтингу та продає коротко акції з найнижчим відсотком раз на кожен період перебалансування.

- Індексування: Інвестування, за якого інвестор купує невелику частку всіх акцій, включених до ринкового індексу, такого як S&P 500, або, частіше, через індексний фонд чи біржовий інвестиційний фонд (ETF). Це може бути як пасивною стратегією, якщо інвестиції утримуються тривалий час, так і активною, якщо індекс використовується для швидкого входу й виходу з ринку.

- Розвинені ринки vs ринки, що розвиваються: Багато інвесторів обирають розвинені фондові ринки, оскільки вони вважаються безпечнішими порівняно з ринками, що розвиваються. При глобальному інвестуванні додатковим ризиком є зміна валютних курсів разом із результатами фондового ринку. Деякі інвестори обирають ринки, що розвиваються, вважаючи, що ці ринки мають вищий потенціал зростання ВВП, що, своєю чергою, позитивно вплине на ціни акцій у цих країнах. Однак такі ринки можуть бути менш врегульованими та мати більші політичні ризики. Найпоширеніший спосіб інвестування в глобальні ринки — це використання фондів.

- Торгівля парами: Стратегія, яка передбачає ідентифікацію схожих пар акцій і побудову їхньої лінійної комбінації, щоб отримати стаціонарний часовий ряд. Після цього обчислюється Altman Z-score для цього стаціонарного сигналу, і здійснюється торгівля на основі спреду, припускаючи, що він повернеться до середнього значення: коротка позиція на актив із вищою ціною та довга позиція на актив із нижчою ціною.

- Цінність vs Зростання: Вартісне інвестування, ця стратегія спрямована на оцінку внутрішньої вартості компанії. Інвестори в цінність шукають акції компаній, які, на їхню думку, є недооціненими. Інвестування в зростання зосереджується на потенціалі зростання компанії. Якщо компанія демонструє очікуване зростання прибутків, яке перевищує середнє у галузі або на ринку загалом, це привертає увагу інвесторів, які прагнуть максимізувати приріст капіталу. 

 Обережно з «пастками цінності». Це ситуації, коли акції здаються привабливими через низькі коефіцієнти P/E (ціна/прибуток) або високу NAV (чиста вартість активів), але їхній потенціал обмежений через негативні прогнози ринку або слабку попередню діяльність компанії.

- Інвестування у зростання дивідендів: Ця стратегія полягає в інвестуванні у акції компаній із прогнозованою виплатою стабільних дивідендів.[9] Компанії, які виплачують постійні й передбачувані дивіденди, зазвичай мають менш волатильні ціни акцій. Компанії, що збільшують дивіденди протягом 25 років поспіль, називають дивідендними аристократами. Реінвестування дивідендів дозволяє інвесторам скористатися ефектом складних відсотків, особливо через програми реінвестування дивідендів (Dividend Reinvestment Plan, DRIP(інші мови)).

- Середньо-вартісне інвестування (Dollar Cost Averaging):[10] Ця стратегія спрямована на зменшення ризику значних втрат, коли вся сума інвестується напередодні падіння ринку. Інвестор вкладає рівні суми на регулярній основі, що дозволяє купувати більше акцій, коли їх ціна знижується, і менше — коли вона зростає.

- Протилежне інвестування:[11] Контрарна інвестиційна стратегія полягає у виборі успішних компаній у періоди спаду ринку та придбанні великої кількості їхніх акцій для отримання довгострокового прибутку. У часи економічного спаду з'являється багато можливостей купувати якісні акції за розумними цінами. Але що робить компанію привабливою для акціонерів? Хороша компанія орієнтується на довгострокову вартість, якість своїх пропозицій або стабільність ціни акцій. Така компанія повинна мати стійку конкурентну перевагу, що означає наявність ринкової позиції чи бренду, які ускладнюють доступ для конкурентів або забезпечують контроль над дефіцитними джерелами сировини. Приклади компаній, які відповідають цим критеріям, можна знайти в таких галузях, як страхування, виробництво безалкогольних напоїв, взуття, шоколаду, будівництво житла, меблеве виробництво тощо. Ми бачимо, що в цих галузях немає нічого "особливого" чи надзвичайного: це продукти і послуги, які ми всі регулярно використовуємо. Ключові критерії вибору компанії:
  - Компанія повинна працювати в галузі, що зростає.
  - Компанія не повинна бути вразливою до конкуренції.
  - Дохідність компанії має демонструвати зростаючий тренд.
  - Компанія повинна забезпечувати стабільну рентабельність інвестованого капіталу.
  - Компанія повинна бути гнучкою у коригуванні цін відповідно до інфляції.

- Інвестиції у малі компанії: Історично середні за розміром компанії перевершували великі корпорації на фондовому ринку. Ще вищу прибутковість демонстрували малі компанії. Найкращі результати за рівнем ринкової капіталізації зазвичай отримували мікрокомпанії (micro-cap). Інвестори, які використовують цю стратегію, купують акції компаній з малою ринковою капіталізацією на фондовій біржі. Один із найвидатніших інвесторів, Воррен Баффет, на початку своєї кар’єри заробляв гроші на малих компаніях, поєднуючи це з принципами інвестування вартісного типу. Він купував невеликі компанії з низькими коефіцієнтами ціни до прибутку (P/E ratio) та високими активами щодо ринкової капіталізації.

- Мікроінвестування (Micro-Investing): Мікроінвестування — це інвестиційна стратегія, спрямована на те, щоб зробити інвестування регулярним, доступним і недорогим, особливо для тих, хто має обмежений капітал для інвестицій або тільки починає свій шлях у цій сфері.[12][13]

- Pump and Dump(інші мови):

## Дивіться також
- Розподіл активів(інші мови)
- Купівля та утримання (інші мови)
- Облігація
- CAN SLIM(інші мови)
- Протилежне інвестування(інші мови)
- Фінансовий консалтинг
- Міжчасовий вибір портфеля(інші мови)
- Інвестиційний фонд
- Інвестиційна стратегія, орієнтована на пасиви(інші мови)
- Список фондових бірж
- Таймінг ринку(інші мови)
- Оптимізація портфеля
- Фондовий ринок
- Зважений у часі дохід на інвестиції(інші мови)
- Слідування тренду(інші мови)